# 庫羅帕特尼基 (加利奇區)
49°17′6″N 24°38′55″E / 49.28500°N 24.64861°E
庫羅帕特尼基（烏克蘭語：Куропатники），是烏克蘭西部的村莊，隸屬伊萬諾-弗蘭科夫斯克州的伊萬諾-弗蘭科夫斯克區。該村面積11.3平方公里，2001年人口409，人口密度每平方公里36.2人。